# Карсаковка
Карсаковка (каз. Карсаковка) — село в Айыртауском районе Северо-Казахстанской области Казахстана. Входит в состав Гусаковского сельского округа. Код КАТО — 593239300.

## Население
В 1999 году население села составляло 229 человек (111 мужчин и 118 женщин). По данным переписи 2009 года, в селе проживало 186 человек (86 мужчин и 100 женщин).